# Iryna Brémondová
Iryna Brémondová (rodným jménem rusky Ирина Леонидовна Курьянович, česky Irina Leonidovna Kurjanovičová; narozená 5. října 1984, Minsk) je původem běloruská profesionální tenistka, od roku 2011 hrající za Francii.
Ve své dosavadní kariéře na okruhu WTA Tour nevyhrála žádný turnaj. V rámci okruhu ITF získala k lednu 2012 čtrnáct titulů ve dvouhře a jedenáct ve čtyřhře.
Na žebříčku WTA byla nejvýše ve dvouhře klasifikována v lednu 2012 na 94. místě a ve čtyřhře pak v červnu 2007 na 162. místě. Jejím trenérem je Francouz Gérald Brémond, za kterého se v roce 2011 provdala a současně přijala francouzské občanství.
Do roku 2004 žila v Minsku. Následně se přestěhovala do Paříže, kde bydlí.

## Finálové účasti na turnajích okruhu ITF
| $100,000 tournaments |
| $75,000 tournaments  |
| $50,000 tournaments  |
| $25,000 tournaments  |
| $10,000 tournaments  |

### Dvouhra

#### Vítězka (14)
| Č.  | Datum      | Turnaj              | Povrch | Finalistka                  | Výsledek      |
| --- | ---------- | ------------------- | ------ | --------------------------- | ------------- |
| 1.  | 08/10/2006 | Nantes              | tvrdý  | Caroline Maesová            | 1:6, 7:5, 6:1 |
| 2.  | 18/11/2007 | Sunderland          | tvrdý  | Christina Wheelerová        | 6:1, 6:0      |
| 3.  | 25/11/2007 | Ramat ha-Šaron      | tvrdý  | Mika Urbančičová            | 6:2, 6:0      |
| 4.  | 28/06/2009 | Rotterdam           | antuka | Danielle Harmsenová         | 6:4, 6:2      |
| 5.  | 02/08/2009 | Rabat               | antuka | Nadia Lalamiová             | 4:6, 6:3, 6:1 |
| 6.  | 13/09/2009 | Alphen aan den Rijn | antuka | Johanna Larssonová          | 6:3, 6:3      |
| 7.  | 28/03/2010 | Gonesse             | antuka | Giulia Gattová-Monticoneová | 6:0, 6:3      |
| 8.  | 31/10/2010 | Istanbul            | tvrdý  | Andrea Hlaváčková           | 3:6, 6:1, 7:5 |
| 9.  | 20/02/2011 | Mallorca            | antuka | Sofia Kovalecová            | 6:2, 6:3      |
| 10. | 27/03/2011 | Kchun-ming          | tvrdý  | Zarina Dijasová             | 1:6, 6:2, 6:3 |
| 11. | 03/04/2011 | Wenshan             | tvrdý  | Ani Mijačiková              | 7:5, 3:6, 7:5 |
| 12. | 17/07/2011 | Contrexéville       | antuka | Stéphanie Foretzová         | 6:4, 6:7, 6:2 |
| 13. | 31/07/2011 | Vigo                | tvrdý  | Julie Coinová               | 7:6, 1:6, 7:6 |
| 14. | 09/10/2011 | Palembang           | tvrdý  | Ayu-Fani Damayanti          | 6:2, 6:3      |